# Guimiliau
Guimiliau (Gwimilio in lingua bretone) è un comune francese di 997 abitanti situato nel dipartimento del Finistère, regione della Bretagna.

## Monumenti e luoghi d'interesse
- Complesso parrocchiale di Guimiliau

## Società

### Evoluzione demografica
Abitanti censiti

## Monumenti e luoghi d'interesse
- Il complesso parrocchiale (enclos paroissial), con chiesa del XVI-XVII secolo dedicata a saint Miliau e calvario del 1581-1588[2]

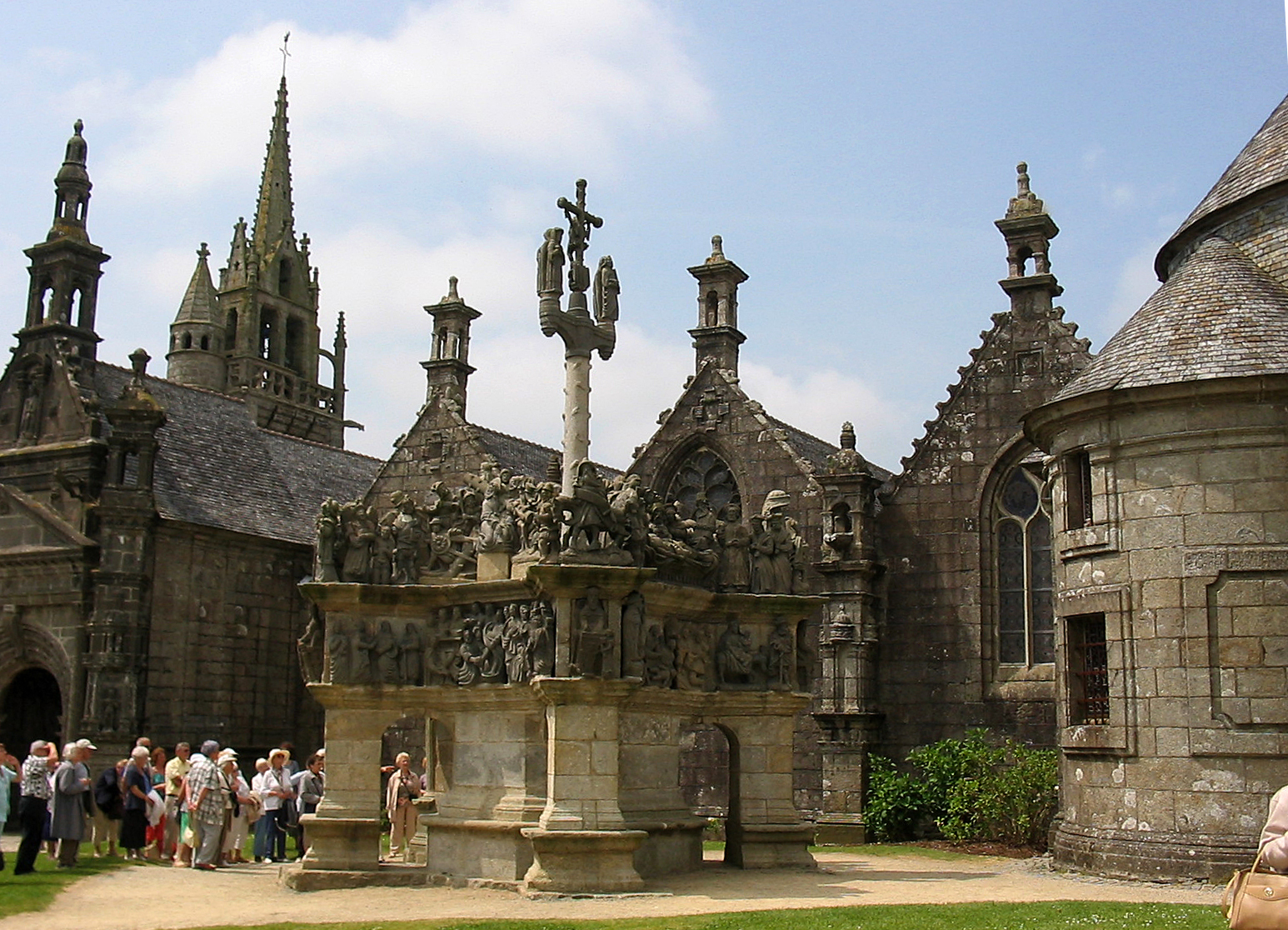
Il complesso parrocchiale di Guimiliau
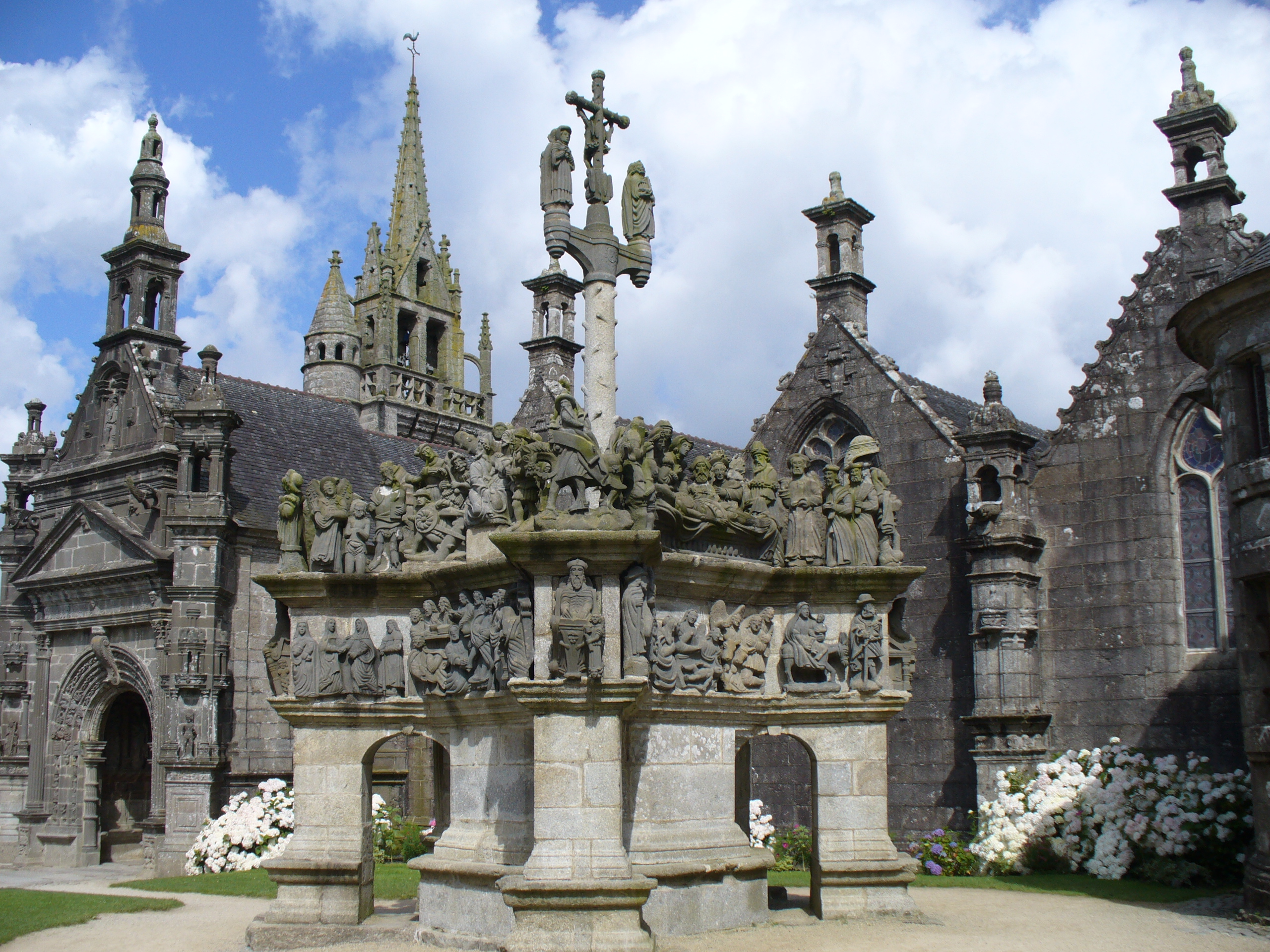
Chiesa e calvario del complesso parrocchiale di Guimiliau
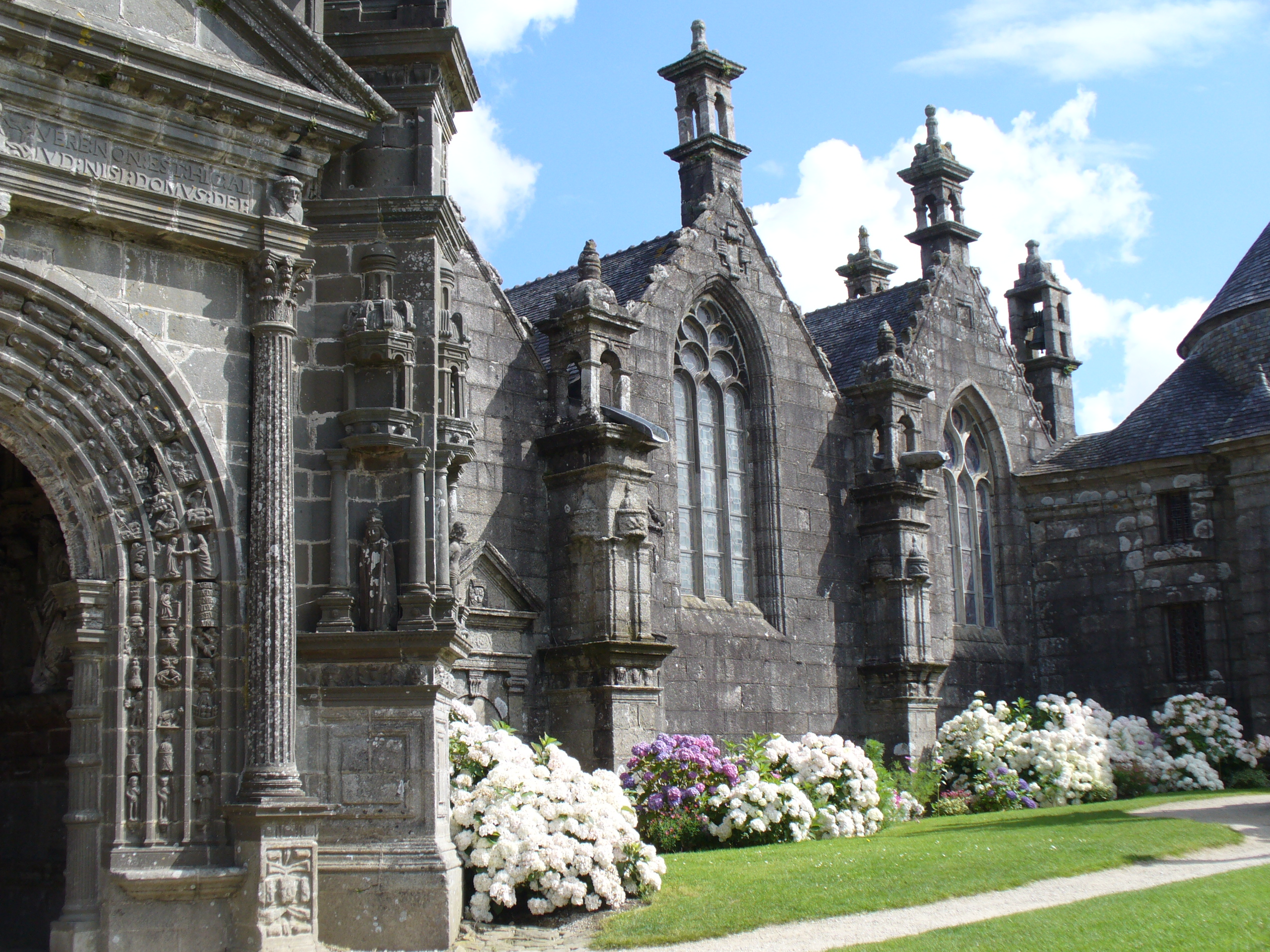
Chiesa di San Miliau
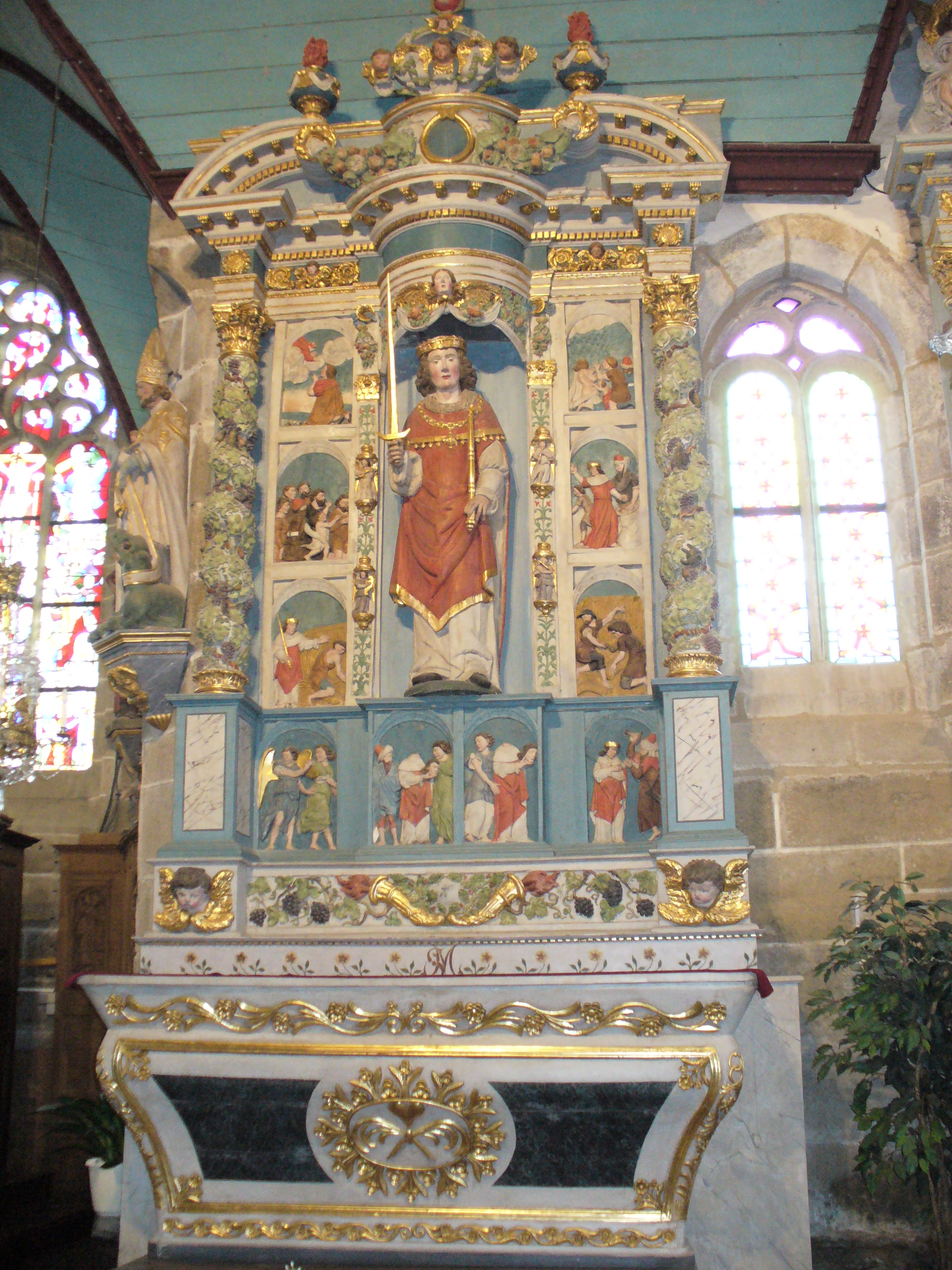
Pala d'altare di San Miliau

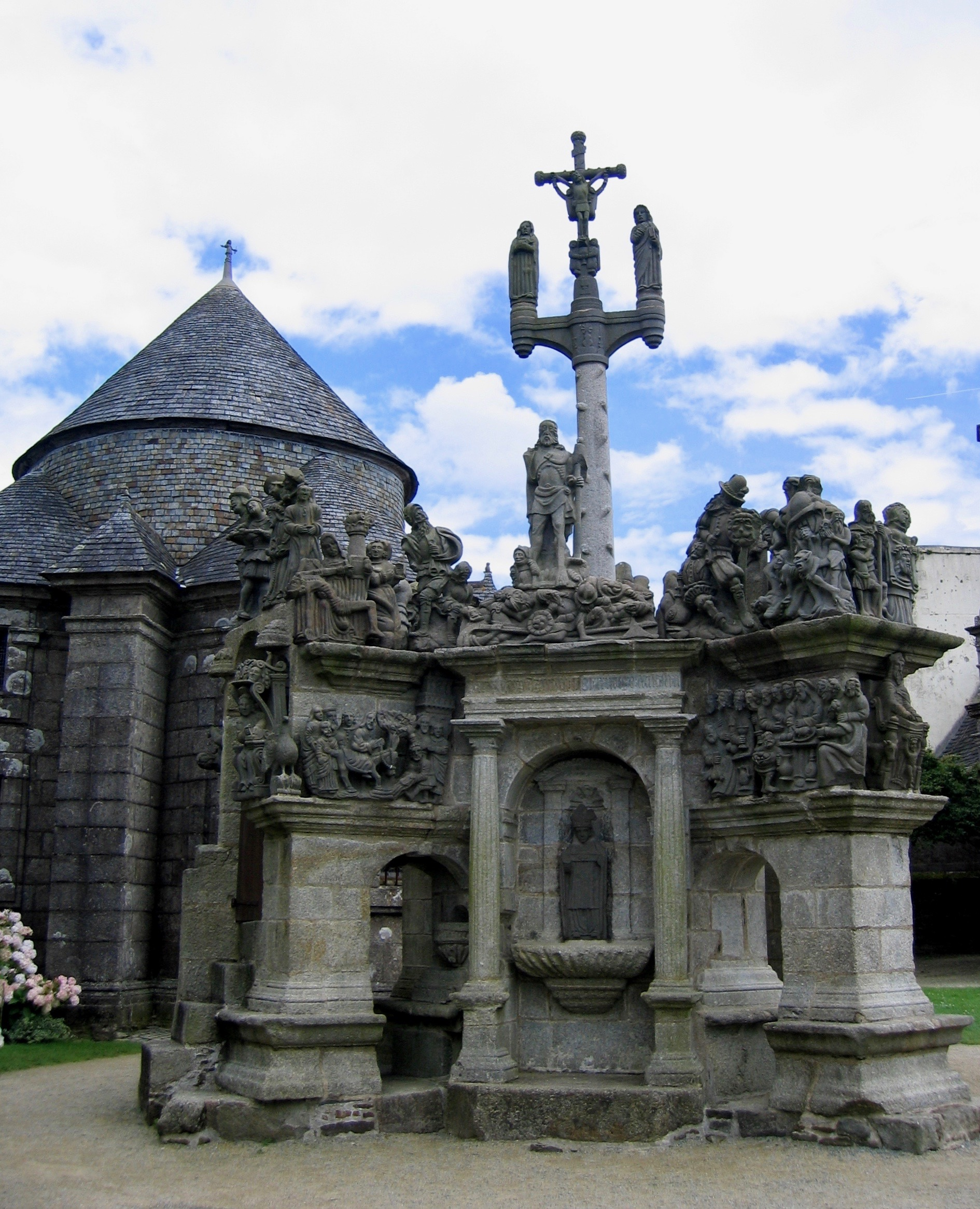
Calvario di Guimiliau
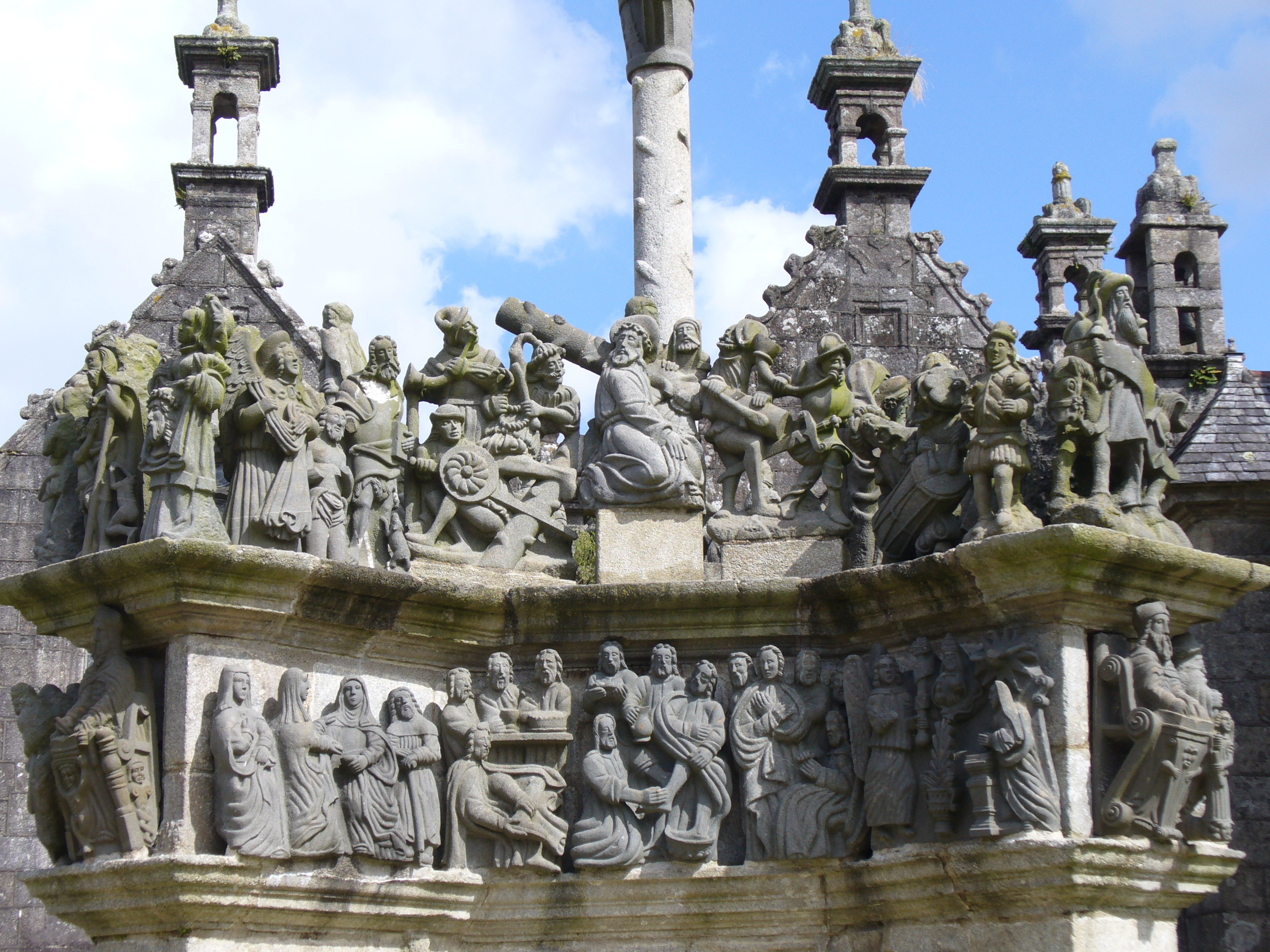
Particolare del Calvario di Guimiliau
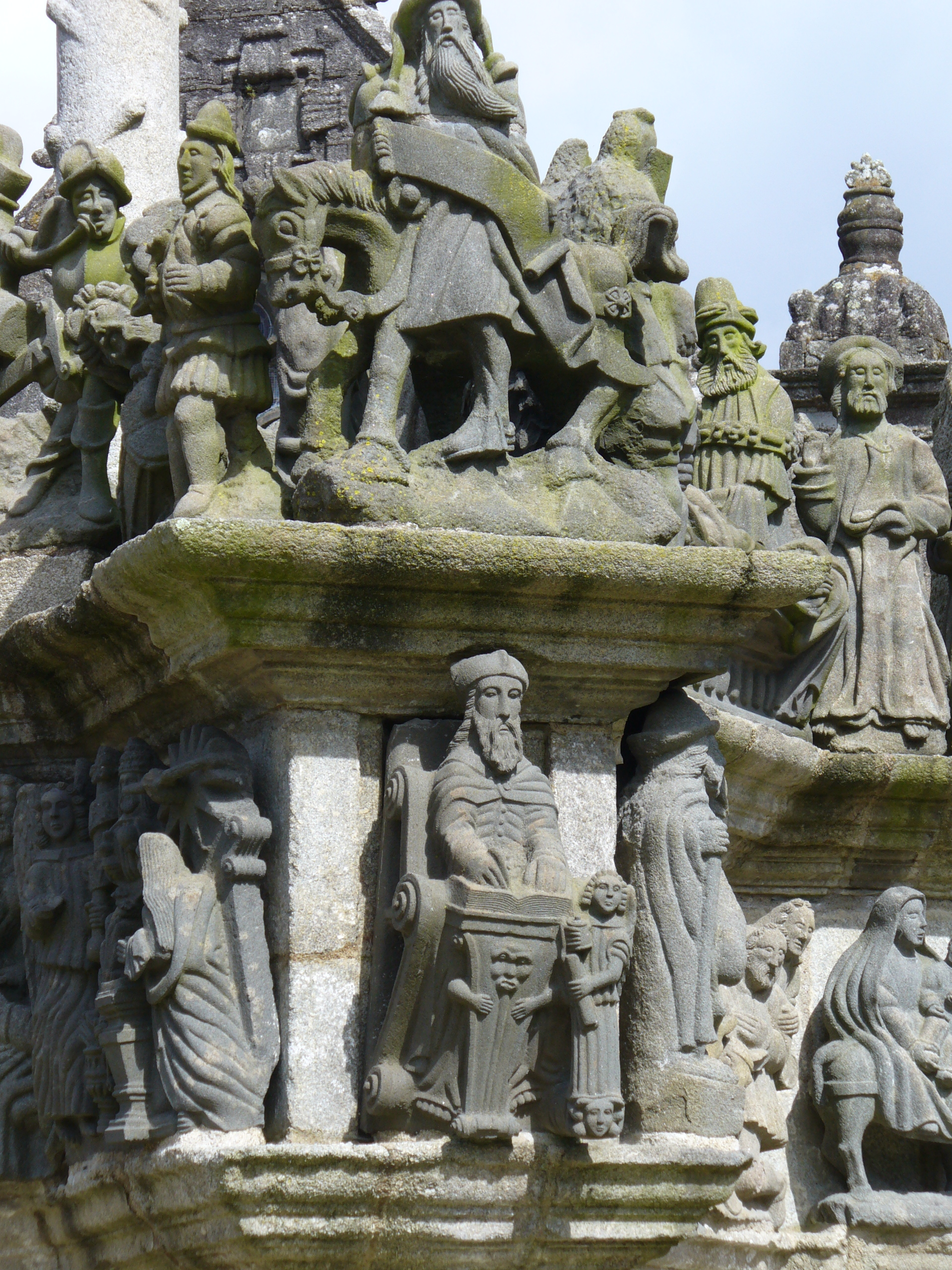
Scene del Calvario di Guimiliau
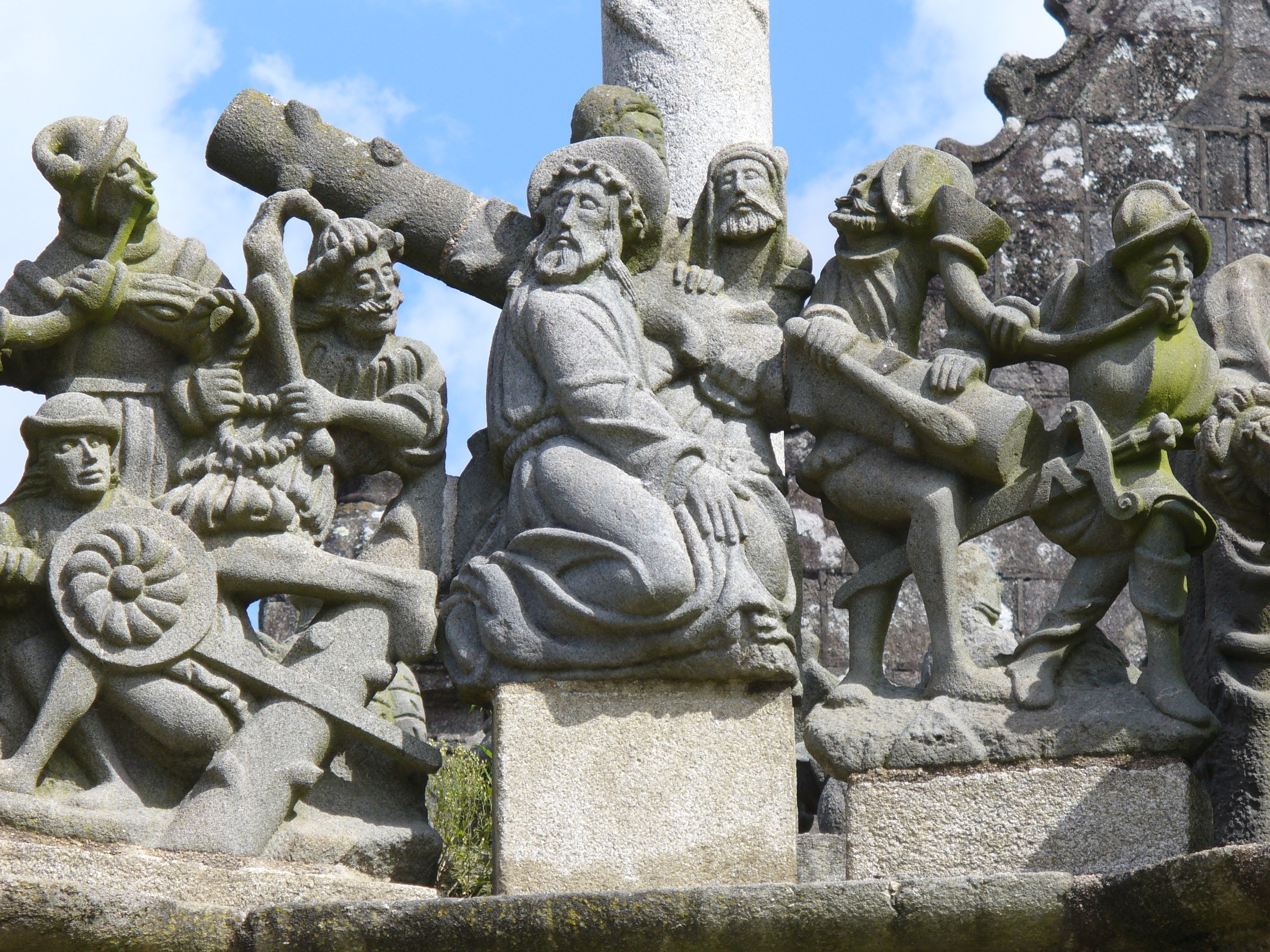
Scene della Passione di Cristo nel Calvario di Guimiliau
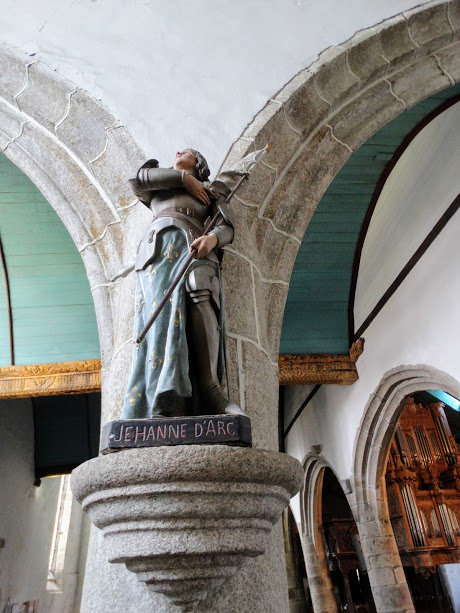
Jeanne d'Arc
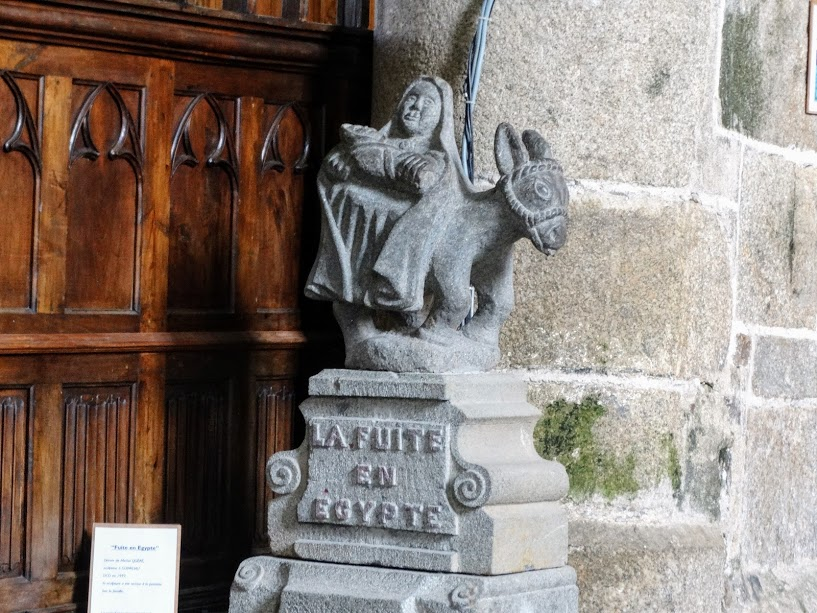
Volo in Egitto